# Claudon
Claudon é uma comuna francesa na região administrativa do Grande Leste, no departamento de Vosges. Estende-se por uma área de 21.72 km². Em 2010 a comuna tinha 216 habitantes (densidade: 9,9 hab./km²).